# Léopold Lehmann
Pour les articles homonymes, voir Lehmann.
Léopold Juda Leime Lehmann (7 avril 1800, Strasbourg - 10 juin 1876, Belfort, Territoire de Belfort) est un rabbin alsacien, rabbin de Belfort pendant plus de 50 ans.

## Biographie
Léopold Lehmann est né le 17 germinal an VII, i.e. le 7 avril 1800 à Strasbourg. Il est le fils de Léonard Lipmann Lehmann et de Jeannette Lehmann.
Il est le père du grand-rabbin Joseph Lehmann, directeur du Séminaire israélite de France (1890-1917).
Il fait ses études en Allemagne.

### Belfort
Pendant plus de 50 ans (54 ans selon le Consistoire central israélite de France), Léopold Lehmann est rabbin à Belfort
,. Il est le 1er rabbin de la synagogue de Belfort, il officie à partir de 1829.

### Famille
Léopold Lehmann épouse Fanny Frédérique Fromette (Lehmann). Ils ont 9 enfants dont Joseph Lehmann, Salomon Lehmann, Isidore Lehmann, Moyse Lehmann, Élisabeth Lévy.
Simone Lehmann, fille de David Lehmann, le fils de Joseph Lehmann, donc l'arrière petite fille de Léopold Lehmann épouse le rabbin Henri Schilli, qui deviendra directeur du Séminaire israélite de France (1951-1977).

### Mort
Léopold Lehmann est mort le 10 juin 1876 à Belfort. Il est enterré au Cimetière israélite de Belfort.